# Hipposideros nicobarulae
Hipposideros nicobarulae és una espècie de ratpenat de la família dels hiposidèrids. És endèmic de l'arxipèlag indi de les illes Nicobar, on viu a altituds d'entre 0 i 737 msnm. Nia en coves situades en boscos tropicals de plana. Està amenaçat per la desforestació, el canvi climàtic i la pertorbació del seu hàbitat per caçadors furtius que venen a pillar nius de col·localinis. El seu medi fou devastat pel tsunami de l'oceà Índic del 2004. Anteriorment era considerat una subespècie del ratpenat nasofoliat fosc (H. ater).